# Сантал
Сантал, або сандал (лат. Santalum) — рід тропічних дерев. Рід містить 18 видів і поширений в Австралазії й Індомалаї.

## Синоніми
Індійський сандал, південно-каледонське сандалове дерево. Т. з. австралійське сандалове дерево — вид, окремий від S. album. англ. Sandalwood, white sandalwood, New Caledonian sandalwood, нім. Sandelholz; фр. Bois de santal, Bois de santal type Nouvelle-Caledonie

## Життєвий цикл
Найвідомішим є сантал білий (Santalum album) — вічнозелене тропічне дерево, що паразитує на коріннях інших видів. Розмножується насінням; корінням прикріплюється до коренів рослин-господарів та живиться їхніми соками.

## Поширення та середовище існування
Головні ареали санталових — Індія, Гаваї, острови Тихого океану.
У дикому стані санталум білій зустрічається на Малайському архіпелазі від східної частини острова Ява до острова Тимор. Вважалось, що цей вид дико росте також в Індії. Проте ряд ботаніків навели переконливі аргументи на користь того, що санталум білий тут натуралізувався і широко розповсюдився. Індія, особливо місто Майсур у штаті Карнатака, до 1998 року було головним постачальником сандалової деревини та сандалової олії. Зараз його виготовляють переважно в Австралії.

## Практичне використання
Широко відомий як священне дерево, цінується за аромат, зумовлений високим вмістом ефірної олії. Духмяна санталова деревина — «сандала» (назва походить від санскритського candarm) використовується для виготовлення намист, скринь, а також пахнючої і цінної ефірної олії. В ядрі деревини міститься 3—6 %, а в корінні до 10 % ефірної олії. Деревину сантала використовували в Китаї та Індії починаючи з V століття до н. е., її вивозили до Єгипту, Стародавньої Греції та Риму. Тепер її широко застосовують в Китаї та особливо в Індії для виготовлення статуеток, мотузок, скринь, шафок, курильних паличок і сувенірів. Подрібнена до пудри деревина використовується для отримання фіміаму, потрібного для різних релігійних обрядів, похоронних ритуалів.
Санталова олія широко застосовується в парфумерії, косметиці та медицині, проте була витіснена з цих сфер: в парфумерії та косметиці через високу ціну (понад 600 дол/кг) і велику вирубку дерев були змушені перейти на синтетичні ароматизатори, в медицині — через появу дешевших та ефективних засобів, зокрема антибіотиків. Використовується в аромотерапії.
У 2012 експорт сантала та санталової олії з Індії заборонений до відновлення популяції дерев. Через це санталова олія дуже коштовна (понад 1000 дол/кг), а торгівлю нею в деяких країнах пропонують заборонити.

### Технологія
Завдяки своїй низькій флюоресценції й оптимальному індексу заломлення, сандалова олія часто застосовується як іммерсійна олія при ультрафіолетовій і флуоресцентній мікроскопії.